# 馬自達R360 Coupe
馬自達R360 Coupe（日语：マツダ・R360クーペ）是一部由日本東洋工業（今馬自達）於1960年至1969年之間製造銷售的輕型雙門四人座汽車。這款車的誕生是一個重要的里程碑，因為它是該公司推出的第一部轎車。另外有一種皮卡貨車車型的兄弟車，稱之為B360。

## 概要與歷史
1950年代由於日本人民的收入逐漸提高，生活型態也跟著改變，大家對於汽車的需求日漸增加。受到1954年第一屆全日本汽車展（後來改稱東京國際車展）盛大開幕，以及1955年日本通產省（現稱經濟產業省）提出「國民車」構想的刺激，當時許多日系車廠紛紛投入開發。不過當時引擎1,000c.c.級距的小型車要價約日幣1百萬圓，對平均月收入數千日圓的平民百姓而言遙不可及。
日本汽車工業史上第一輛輕型四輪乘用車當屬昭和27年（1952年）250c.c.的「Autosandal（（日語）オートサンダル）」，乃由名古屋的小車廠中野汽車工業（後改稱「日本自動拖鞋汽車」〔〕）以手工打造而成，將三菱重工業的泛用型單汽缸引擎後置並以磨擦傳動（friction drive）方式驅動，可乘坐二人。1954年間共製造了2百輛，此後進行前輪驅動方式的開發，但因為沒有大量生產被視為停產，加上中野汽車工業是一家小公司，未留下詳細資料而情況不明。緊接著1953年橫濱市日本汽車工業（後改稱日本輕汽車〔〕）推出後輪驅動的「NJ號」、1957年東京都三光製作所推出的「Teruyan〔（日語）テルヤン〕」、1957年東京都梁瀨汽車（今梁瀨公司）推出的「Yanase XY360」等車款，皆是一時之選。
再者，原隸屬汽車製造株式會社（日產汽車前身）設計師富谷龍一在大型紡織廠住江織物子公司住江製作所（住江工業前身）的支持下，於1954年推出「Flyingfeather」，採350c.c. V型二缸後置引擎佈局，可乘坐二人。不過因外型簡樸、沒有前輪煞車系統等缺失，僅生產數十輛後便終止。1956年富谷替富士汽車開發出前二輪、後單輪的雙人座「富士Fujicabin」，配置125c.c.引擎，單體硬殼式結構車體以FRP打造，可惜因為馬力不足及操控安定性不足，落得僅生產85輛的慘境。
反觀由腳踏式織布機起家的鈴木公司，1955年推出配置360c.c.引擎的「鈴木Suzulight」，實質上為德國車廠博格瓦德（（德文）Borgward）製造之「洛伊德LP400」的縮小版，外型相當近似。該車款分成轎車、微型麵包車、皮卡貨車等三種，名目上號稱可乘坐4個大人，實際上後座空間勉強擠得下小孩而已。因此轎車型和皮卡貨車型的市場反應不佳，1957年鈴木將微型麵包車型的後座改成可折疊式，前座則容納3個大人，隨即一炮而紅。後來促成鈴木繼續朝著輕型車的方向發展，1962年推出鈴木Fronte。
東洋工業（馬自達前身）在1960年5月28日發表這款R360 Coupe，手動排檔車型僅售30萬日圓、國產自主研發的自動排檔車型只需32萬日圓，比當時最便宜的速霸陸360更低。未上市前已接下4千5百輛的預訂，甫一推出更造成轟動，同年12月銷售量破紀錄地達到4,090輛，1960年全年生產累積了23,417輛，已經占全日本輕型轎車生產總量的64.8%，其魅力可見一斑。
這款車的開發主事者乃後來成功將轉子引擎量產實用化、人稱「轉子引擎先生」的山本健一，車體結構則由負責K360、T600等三輪車系列的小杉二郎設計。這部車只有兩個門，可供乘坐4人，不過後座侷促的空間事實上只適合小孩子。為了達成輕量化的車重，大量使用鋁合金、鎂合金與塑膠等材質的零件。譬如兩側與車尾的車窗，也是為了輕量化而使用壓克力代替玻璃。
動力來源和該公司的K360一樣，為356c.c.氣冷式OHV四衝程V型二缸BA型引擎，最大馬力16ps / 5,300rpm，基本上以鋁合金製成。但為了達到輕量化，汽門機構則以鎂合金製成，可以容許超過最大迴轉數5,000rpm，算是當時高迴轉數引擎的特例。引擎縱向置放於車尾，驅動著後輪。原廠把這顆鋁合金引擎稱為「白引擎」，並作為銷售賣點之一。
變速系統方面，除了四速手動排檔（原廠車型代號為KRBB型）外，也推出使用扭力轉換器的二速自動排檔（原廠車型代號叫KRBC型），這是日本首部使用此種裝置的輕型轎車。扭力轉換器乃由岡村製作所製造，由於採用這種裝置，下肢不方便的身障者容易操控汽車，算是日本汽車工業的創舉。
沒有後驅車標準的搖軸式懸吊系統（swing axle），前後四輪皆採用具拖曳臂獨立懸吊系統（training arm）、樞紐處裝置具彈性橡膠的扭力彈簧（torsionable spring），不但達到輕量化的目的，乘坐者也感到舒適。也因為採取拖曳臂獨立懸吊，有效抑制輪胎對地彎曲角度的「抬腳」現象。
當初問世時以廉價的手段獲取高人氣，但相對於可乘坐4個大人的速霸陸360，這部實質上只能坐兩個大人的車處於劣勢。因此，直到1962年四門四人座的馬自達Carol發表後，才把銷售主力的棒子拱手交出。不過這部車的AT車款繼續接受身障者的預訂，直至1969年停產為止，總計賣出了65,737輛。

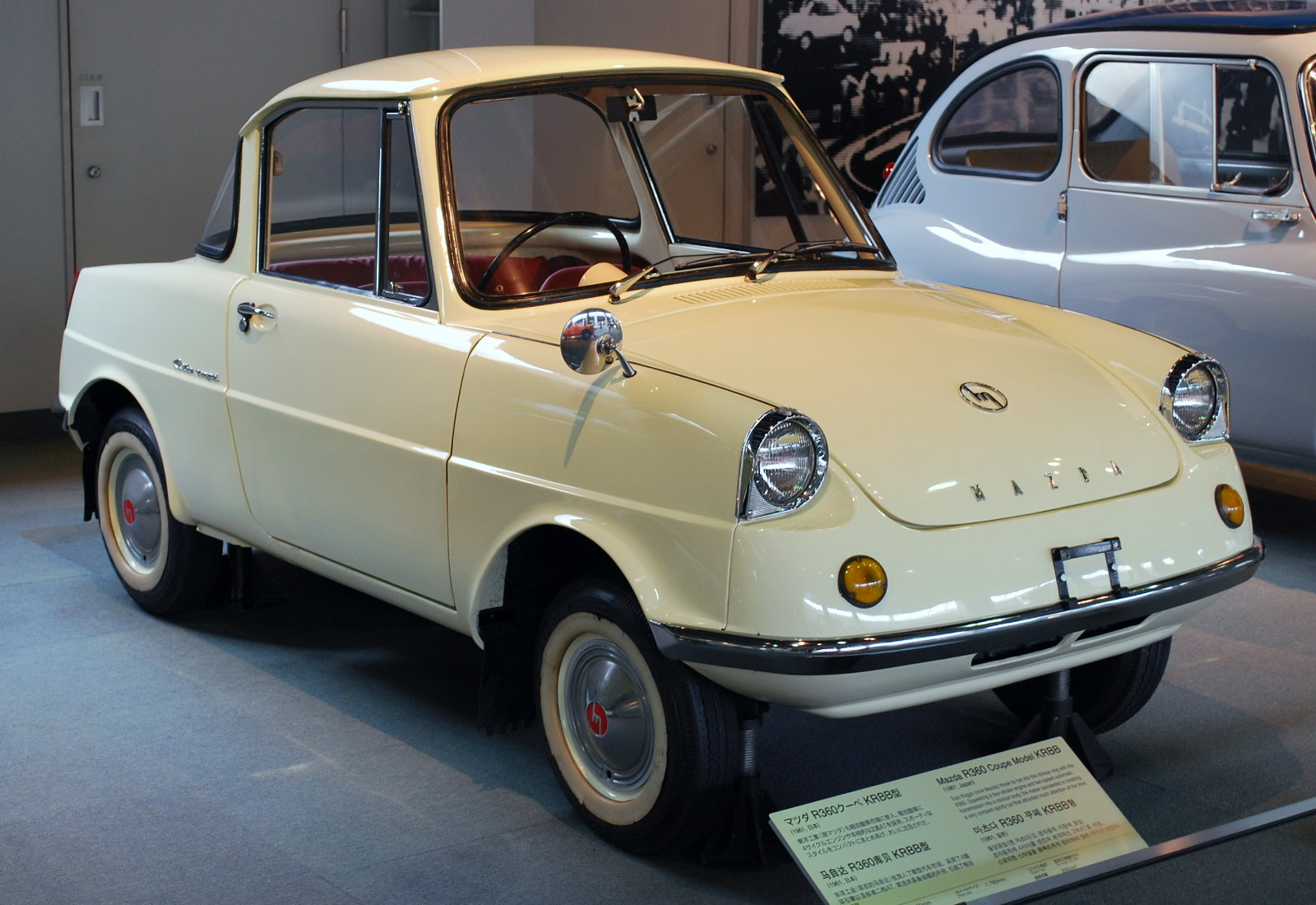
馬自達R360 Coupe車頭
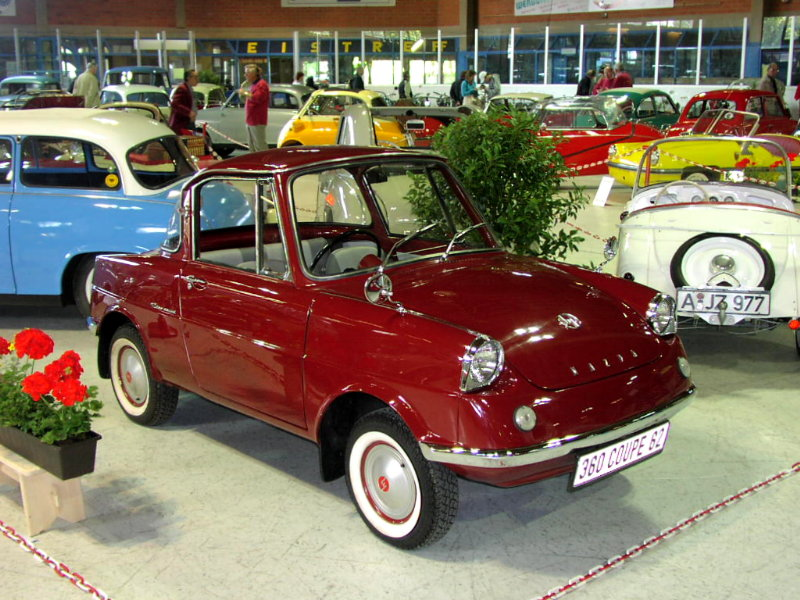
馬自達R360 Coupe車頭
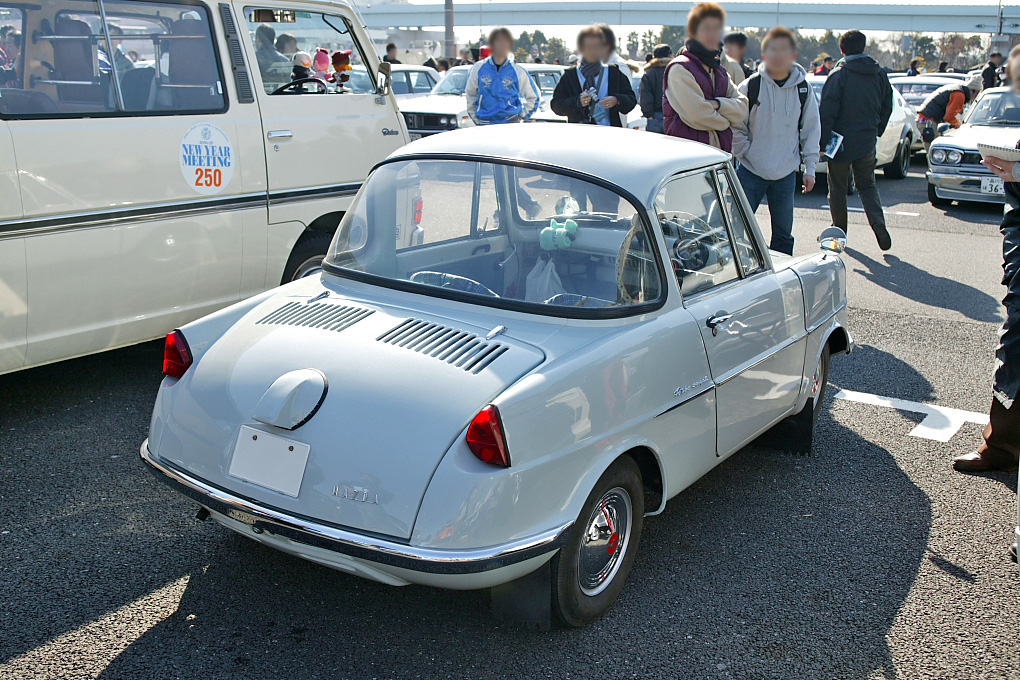
馬自達R360 Coupe車尾
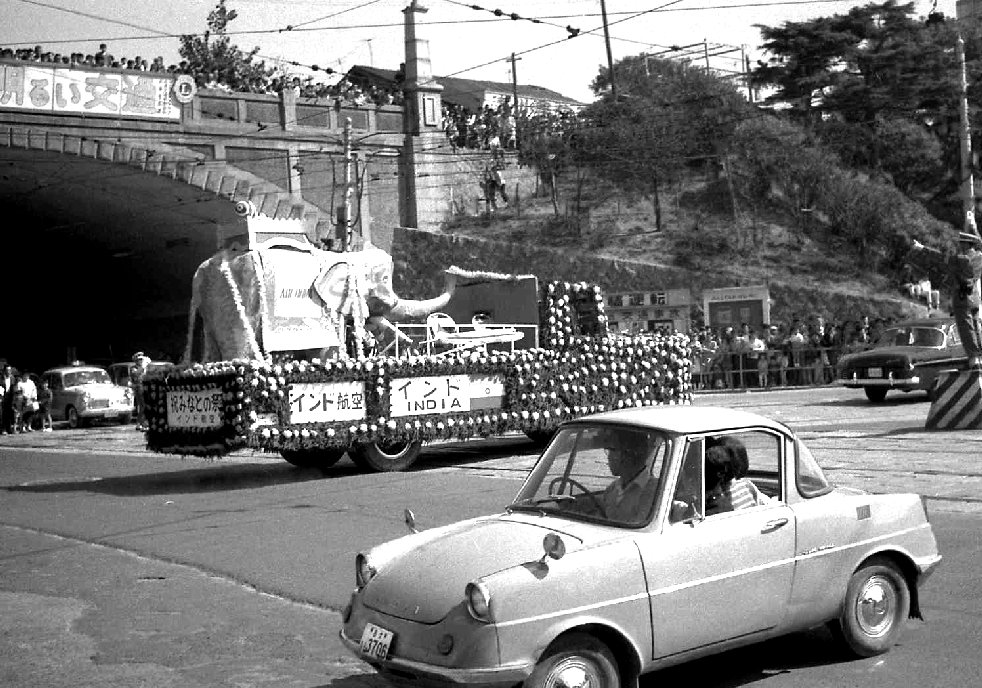
經過印度航空花車前的馬自達R360 Coupe
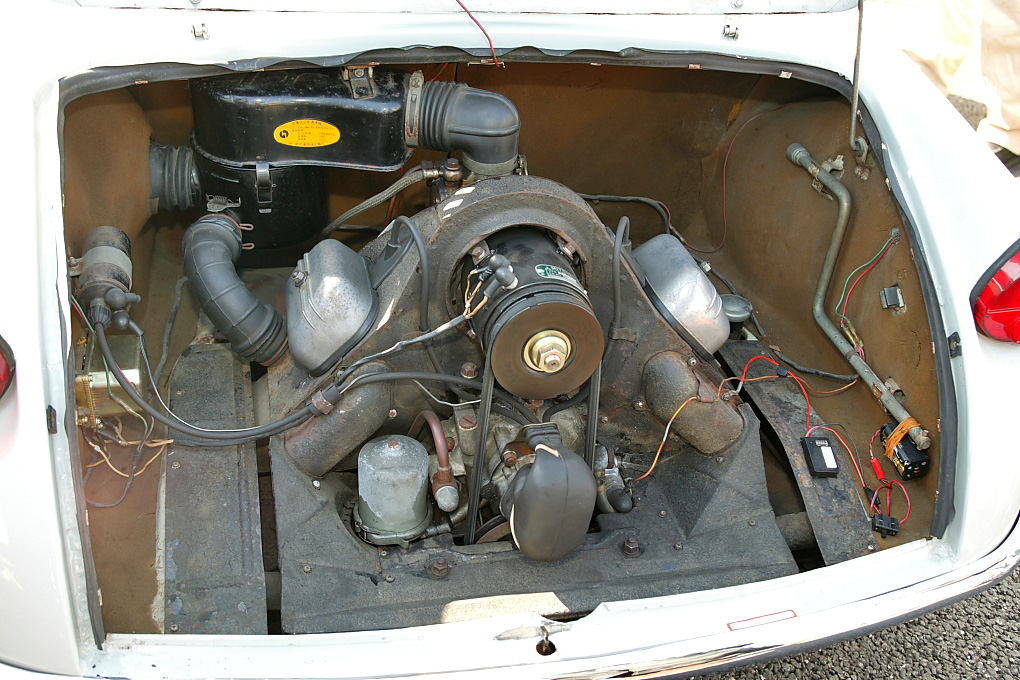
R360 Coupe的引擎室

## 外部連結
- 【MAZDA】馬自達首款轎車「R360 Coupe」
- （日語）【MAZDA】マツダの名車たち R360クーペ
- （英文）Society of Automotive Engineers of Japan: Mazda R360 Coupe
- （英文）Microcar Museum: Mazda R360 Coupe （页面存档备份，存于）